# The Mayhem Ball
The Mayhem Ball  è l'ottavo tour musicale di Lady Gaga, a promozione del suo omonimo album in studio.

## Preparazione
Le date del tour furono rese note il 26 marzo 2025.
Il tour fu annunciato con un relativamente breve preavviso in quanto l'artista aveva previsto una pausa nell'attività dal vivo; a farle cambiare idea fu il successo dell'album Mayhem.

## Scaletta
La sottostante scaletta è quella del concerto d'apertura del tour a Las Vegas; tuttavia, non è necessariamente descrittiva di quella di successive serate.
- Atto I: Of Velvet and Vice
  1. Bloody Mary
  2. Abracadabra
  3. Judas
  4. Aura
  5. Scheiße
  6. Garden of Eden
  7. Poker Face

- Atto II: And She Fell Into a Gothic Dream
  1. Perfect Celebrity
  2. Disease
  3. Paparazzi
  4. LoveGame
  5. Alejandro
  6. The Beast

- Atto III: The Beautiful Nightmare That Knows Her Name
  1. Killah
  2. Zombieboy
  3. LoveDrug
  4. Applause
  5. Just Dance

- Atto IV: Every Chessboard Has Two Queens
  1. Shadow of a Man
  2. Kill for Love
  3. Summerboy
  4. Born This Way
  5. Million Reasons
  6. Shallow
  7. Die with a Smile
  8. Vanish Into You

- Finale: Eternal Aria of the Monster Heart
  1.  Bad Romance

- Encore
  1.  How Bad Do U Want Me
  2.  Canzone a sorpresa

### Canzoni a sorpresa
Al termine di ogni concerto, dopo How Bad Do U Want Me, Lady Gaga ha salutato il proprio pubblico assieme al corpo di ballo sfilando sulla passerella sulle note di uno dei seguenti brani trasmessi attraverso traccia audio. Lady Gaga talvolta ha accennato alcuni pezzi di questi brani cantando sulla suddetta base registrata.
| Paese       | Città            | Sede                  | Data              | Brano             | Album           |
| Nordamerica | Nordamerica      | Nordamerica           | Nordamerica       | Nordamerica       | Nordamerica     |
| ----------- | ---------------- | --------------------- | ----------------- | ----------------- | --------------- |
| Stati Uniti | Las Vegas        | T-Mobile Arena        | 16 luglio 2025    | ARTPOP            | ARTPOP          |
| Stati Uniti | Las Vegas        | T-Mobile Arena        | 18 luglio 2025    | Sexxx Dreams      | ARTPOP          |
| Stati Uniti | Las Vegas        | T-Mobile Arena        | 19 luglio 2025    | G.U.Y.            | ARTPOP          |
| Stati Uniti | San Francisco    | Chase Center          | 22 luglio 2025    | Crazy Train       | Blizzard of Ozz |
| Stati Uniti | San Francisco    | Chase Center          | 24 luglio 2025    | Donatella         | ARTPOP          |
| Stati Uniti | San Francisco    | Chase Center          | 26 luglio 2025    | MANiCURE          | ARTPOP          |
| Stati Uniti | Inglewood        | Kia Forum             | 28 luglio 2025    | Swine             | ARTPOP          |
| Stati Uniti | Inglewood        | Kia Forum             | 29 luglio 2025    | Mary Jane Holland | ARTPOP          |
| Stati Uniti | Inglewood        | Kia Forum             | 1º agosto 2025    | Venus             | ARTPOP          |
| Stati Uniti | Inglewood        | Kia Forum             | 2 agosto 2025     | Gypsy             | ARTPOP          |
| Stati Uniti | Seattle          | Climate Pledge Arena  | 6 agosto 2025     | Fashion!          | ARTPOP          |
| Stati Uniti | Seattle          | Climate Pledge Arena  | 7 agosto 2025     | Jewels N’ Drugs   | ARTPOP          |
| Stati Uniti | Seattle          | Climate Pledge Arena  | 9 agosto 2025     | Dope              | ARTPOP          |
| Stati Uniti | New York         | Madison Square Garden | 22 agosto 2025    |                   |                 |
| Stati Uniti | New York         | Madison Square Garden | 23 agosto 2025    |                   |                 |
| Stati Uniti | New York         | Madison Square Garden | 26 agosto 2025    |                   |                 |
| Stati Uniti | New York         | Madison Square Garden | 27 agosto 2025    |                   |                 |
| Stati Uniti | Miami            | Kaseya Center         | 31 agosto 2025    |                   |                 |
| Stati Uniti | Miami            | Kaseya Center         | 1º settembre 2025 |                   |                 |
| Stati Uniti | Miami            | Kaseya Center         | 3 settembre 2025  |                   |                 |
| Stati Uniti | New York         | Madison Square Garden | 6 settembre 2025  |                   |                 |
| Stati Uniti | New York         | Madison Square Garden | 7 settembre 2025  |                   |                 |
| Canada      | Toronto          | Scotiabank Arena      | 10 settembre 2025 |                   |                 |
| Canada      | Toronto          | Scotiabank Arena      | 11 settembre 2025 |                   |                 |
| Canada      | Toronto          | Scotiabank Arena      | 13 settembre 2025 |                   |                 |
| Stati Uniti | Chicago          | United Center         | 15 settembre 2025 |                   |                 |
| Stati Uniti | Chicago          | United Center         | 17 settembre 2025 |                   |                 |
| Stati Uniti | Chicago          | United Center         | 18 settembre 2025 |                   |                 |
| Europa      |                  |                       |                   |                   |                 |
| Regno Unito | Londra           | The O2 Arena          | 29 settembre 2025 |                   |                 |
| Regno Unito | Londra           | The O2 Arena          | 30 settembre 2025 |                   |                 |
| Regno Unito | Londra           | The O2 Arena          | 2 ottobre 2025    |                   |                 |
| Regno Unito | Londra           | The O2 Arena          | 4 ottobre 2025    |                   |                 |
| Regno Unito | Manchester       | Co-op Live            | 7 ottobre 2025    |                   |                 |
| Regno Unito | Manchester       | Co-op Live            | 8 ottobre 2025    |                   |                 |
| Svezia      | Stoccolma        | Avicii Arena          | 12 ottobre 2025   |                   |                 |
| Svezia      | Stoccolma        | Avicii Arena          | 13 ottobre 2025   |                   |                 |
| Svezia      | Stoccolma        | Avicii Arena          | 15 ottobre 2025   |                   |                 |
| Italia      | Assago           | Unipol Forum          | 19 ottobre 2025   |                   |                 |
| Italia      | Assago           | Unipol Forum          | 20 ottobre 2025   |                   |                 |
| Spagna      | Barcellona       | Palau Sant Jordi      | 28 ottobre 2025   |                   |                 |
| Spagna      | Barcellona       | Palau Sant Jordi      | 29 ottobre 2025   |                   |                 |
| Spagna      | Barcellona       | Palau Sant Jordi      | 31 ottobre 2025   |                   |                 |
| Germania    | Berlino          | Uber Arena            | 4 novembre 2025   |                   |                 |
| Germania    | Berlino          | Uber Arena            | 5 novembre 2025   |                   |                 |
| Paesi Bassi | Amsterdam        | Ziggo Dome            | 9 novembre 2025   |                   |                 |
| Belgio      | Anversa          | Sportpaleis           | 11 novembre 2025  |                   |                 |
| Francia     | Décines-Charpieu | LDLC Arena            | 13 novembre 2025  |                   |                 |
| Francia     | Décines-Charpieu | LDLC Arena            | 14 novembre 2025  |                   |                 |
| Francia     | Parigi           | Palasport di Bercy    | 17 novembre 2025  |                   |                 |
| Francia     | Parigi           | Palasport di Bercy    | 18 novembre 2025  |                   |                 |
| Francia     | Parigi           | Palasport di Bercy    | 20 novembre 2025  |                   |                 |
| Francia     | Parigi           | Palasport di Bercy    | 22 novembre 2025  |                   |                 |
| Oceania     |                  |                       |                   |                   |                 |
| Australia   | Melbourne        | Docklands Stadium     | 5 dicembre 2025   |                   |                 |
| Australia   | Melbourne        | Docklands Stadium     | 6 dicembre 2025   |                   |                 |
| Australia   | Brisbane         | Lang Park             | 9 dicembre 2025   |                   |                 |
| Australia   | Sydney           | Stadium Australia     | 12 dicembre 2025  |                   |                 |
| Australia   | Sydney           | Stadium Australia     | 13 dicembre 2025  |                   |                 |
| Asia        |                  |                       |                   |                   |                 |
| Giappone    | Osaka            | Osaka Dome            | 21 gennaio 2026   |                   |                 |
| Giappone    | Osaka            | Osaka Dome            | 22 gennaio 2026   |                   |                 |
| Giappone    | Tokyo            | Tokyo Dome            | 25 gennaio 2026   |                   |                 |
| Giappone    | Tokyo            | Tokyo Dome            | 26 gennaio 2026   |                   |                 |
| Giappone    | Tokyo            | Tokyo Dome            | 29 gennaio 2026   |                   |                 |

## Date
| Data              | Paese       | Città            | Sede                  | Biglietti venduti / Biglietti disponibili | Incasso     |
| Nordamerica       | Nordamerica | Nordamerica      | Nordamerica           | Nordamerica                               | Nordamerica |
| ----------------- | ----------- | ---------------- | --------------------- | ----------------------------------------- | ----------- |
| 16 luglio 2025    | Stati Uniti | Las Vegas        | T-Mobile Arena        | N.D.                                      | N.D.        |
| 18 luglio 2025    | Stati Uniti | Las Vegas        | T-Mobile Arena        | N.D.                                      | N.D.        |
| 19 luglio 2025    | Stati Uniti | Las Vegas        | T-Mobile Arena        | N.D.                                      | N.D.        |
| 22 luglio 2025    | Stati Uniti | San Francisco    | Chase Center          | N.D.                                      | N.D.        |
| 24 luglio 2025    | Stati Uniti | San Francisco    | Chase Center          | N.D.                                      | N.D.        |
| 26 luglio 2025    | Stati Uniti | San Francisco    | Chase Center          | N.D.                                      | N.D.        |
| 28 luglio 2025    | Stati Uniti | Inglewood        | Kia Forum             | N.D.                                      | N.D.        |
| 29 luglio 2025    | Stati Uniti | Inglewood        | Kia Forum             | N.D.                                      | N.D.        |
| 1º agosto 2025    | Stati Uniti | Inglewood        | Kia Forum             | N.D.                                      | N.D.        |
| 2 agosto 2025     | Stati Uniti | Inglewood        | Kia Forum             | N.D.                                      | N.D.        |
| 6 agosto 2025     | Stati Uniti | Seattle          | Climate Pledge Arena  | N.D.                                      | N.D.        |
| 7 agosto 2025     | Stati Uniti | Seattle          | Climate Pledge Arena  | N.D.                                      | N.D.        |
| 9 agosto 2025     | Stati Uniti | Seattle          | Climate Pledge Arena  | N.D.                                      | N.D.        |
| 22 agosto 2025    | Stati Uniti | New York         | Madison Square Garden | N.D.                                      | N.D.        |
| 23 agosto 2025    | Stati Uniti | New York         | Madison Square Garden | N.D.                                      | N.D.        |
| 26 agosto 2025    | Stati Uniti | New York         | Madison Square Garden | N.D.                                      | N.D.        |
| 27 agosto 2025    | Stati Uniti | New York         | Madison Square Garden | N.D.                                      | N.D.        |
| 31 agosto 2025    | Stati Uniti | Miami            | Kaseya Center         | N.D.                                      | N.D.        |
| 1º settembre 2025 | Stati Uniti | Miami            | Kaseya Center         | N.D.                                      | N.D.        |
| 3 settembre 2025  | Stati Uniti | Miami            | Kaseya Center         | N.D.                                      | N.D.        |
| 6 settembre 2025  | Stati Uniti | New York         | Madison Square Garden | N.D.                                      | N.D.        |
| 7 settembre 2025  | Stati Uniti | New York         | Madison Square Garden | N.D.                                      | N.D.        |
| 10 settembre 2025 | Canada      | Toronto          | Scotiabank Arena      | N.D.                                      | N.D.        |
| 11 settembre 2025 | Canada      | Toronto          | Scotiabank Arena      | N.D.                                      | N.D.        |
| 13 settembre 2025 | Canada      | Toronto          | Scotiabank Arena      | N.D.                                      | N.D.        |
| 15 settembre 2025 | Stati Uniti | Chicago          | United Center         | N.D.                                      | N.D.        |
| 17 settembre 2025 | Stati Uniti | Chicago          | United Center         | N.D.                                      | N.D.        |
| 18 settembre 2025 | Stati Uniti | Chicago          | United Center         | N.D.                                      | N.D.        |
| Europa            |             |                  |                       |                                           |             |
| 29 settembre 2025 | Regno Unito | Londra           | The O2 Arena          | N.D.                                      | N.D.        |
| 30 settembre 2025 | Regno Unito | Londra           | The O2 Arena          | N.D.                                      | N.D.        |
| 2 ottobre 2025    | Regno Unito | Londra           | The O2 Arena          | N.D.                                      | N.D.        |
| 4 ottobre 2025    | Regno Unito | Londra           | The O2 Arena          | N.D.                                      | N.D.        |
| 7 ottobre 2025    | Regno Unito | Manchester       | Co-op Live            | N.D.                                      | N.D.        |
| 8 ottobre 2025    | Regno Unito | Manchester       | Co-op Live            | N.D.                                      | N.D.        |
| 12 ottobre 2025   | Svezia      | Stoccolma        | Avicii Arena          | N.D.                                      | N.D.        |
| 13 ottobre 2025   | Svezia      | Stoccolma        | Avicii Arena          | N.D.                                      | N.D.        |
| 15 ottobre 2025   | Svezia      | Stoccolma        | Avicii Arena          | N.D.                                      | N.D.        |
| 19 ottobre 2025   | Italia      | Assago           | Unipol Forum          | N.D.                                      | N.D.        |
| 20 ottobre 2025   | Italia      | Assago           | Unipol Forum          | N.D.                                      | N.D.        |
| 28 ottobre 2025   | Spagna      | Barcellona       | Palau Sant Jordi      | N.D.                                      | N.D.        |
| 29 ottobre 2025   | Spagna      | Barcellona       | Palau Sant Jordi      | N.D.                                      | N.D.        |
| 31 ottobre 2025   | Spagna      | Barcellona       | Palau Sant Jordi      | N.D.                                      | N.D.        |
| 4 novembre 2025   | Germania    | Berlino          | Uber Arena            | N.D.                                      | N.D.        |
| 5 novembre 2025   | Germania    | Berlino          | Uber Arena            | N.D.                                      | N.D.        |
| 9 novembre 2025   | Paesi Bassi | Amsterdam        | Ziggo Dome            | N.D.                                      | N.D.        |
| 11 novembre 2025  | Belgio      | Anversa          | Sportpaleis           | N.D.                                      | N.D.        |
| 13 novembre 2025  | Francia     | Décines-Charpieu | LDLC Arena            | N.D.                                      | N.D.        |
| 14 novembre 2025  | Francia     | Décines-Charpieu | LDLC Arena            | N.D.                                      | N.D.        |
| 17 novembre 2025  | Francia     | Parigi           | Palasport di Bercy    | N.D.                                      | N.D.        |
| 18 novembre 2025  | Francia     | Parigi           | Palasport di Bercy    | N.D.                                      | N.D.        |
| 20 novembre 2025  | Francia     | Parigi           | Palasport di Bercy    | N.D.                                      | N.D.        |
| 22 novembre 2025  | Francia     | Parigi           | Palasport di Bercy    | N.D.                                      | N.D.        |
| Oceania           |             |                  |                       |                                           |             |
| 5 dicembre 2025   | Australia   | Melbourne        | Docklands Stadium     | N.D.                                      | N.D.        |
| 6 dicembre 2025   | Australia   | Melbourne        | Docklands Stadium     | N.D.                                      | N.D.        |
| 9 dicembre 2025   | Australia   | Brisbane         | Lang Park             | N.D.                                      | N.D.        |
| 12 dicembre 2025  | Australia   | Sydney           | Stadium Australia     | N.D.                                      | N.D.        |
| 13 dicembre 2025  | Australia   | Sydney           | Stadium Australia     | N.D.                                      | N.D.        |
| Asia              |             |                  |                       |                                           |             |
| 21 gennaio 2026   | Giappone    | Osaka            | Osaka Dome            | N.D.                                      | N.D.        |
| 22 gennaio 2026   | Giappone    | Osaka            | Osaka Dome            | N.D.                                      | N.D.        |
| 25 gennaio 2026   | Giappone    | Tokyo            | Tokyo Dome            | N.D.                                      | N.D.        |
| 26 gennaio 2026   | Giappone    | Tokyo            | Tokyo Dome            | N.D.                                      | N.D.        |
| 29 gennaio 2026   | Giappone    | Tokyo            | Tokyo Dome            | N.D.                                      | N.D.        |